# Villa Crespo

Lage von Villa Crespo in Buenos Aires

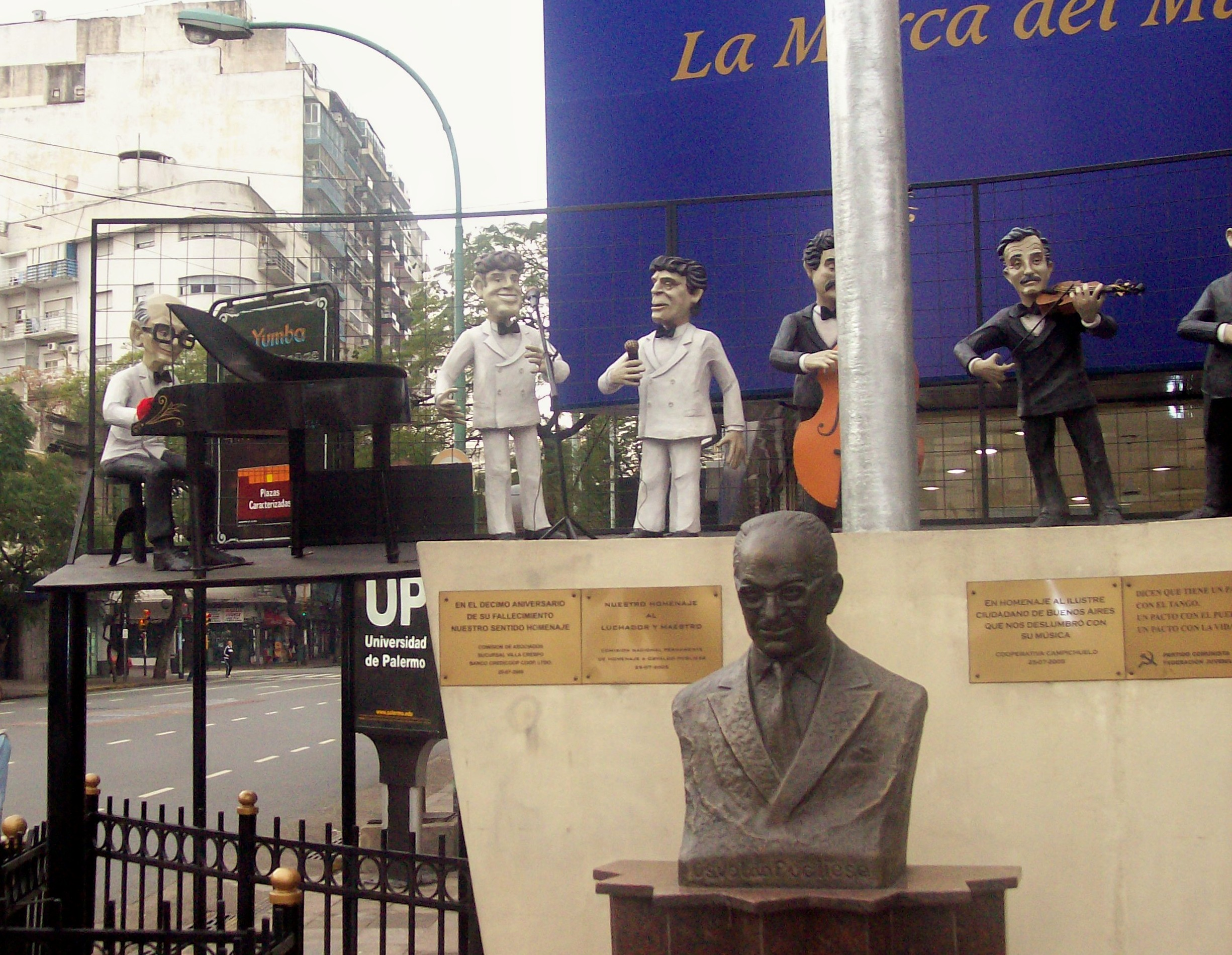
Ein kleines Monument für den im Viertel geborenen Tango-Pionier Osvaldo Pugliese

Villa Crespo ist ein Stadtteil der argentinischen Hauptstadt Buenos Aires. Er ist 3,6 km² groß und hat gut 80.000 Einwohner (Stand 2010). Zusammen mit den Stadtteilen Agronomía, Chacarita, La Paternal und Villa Ortúzar bildet Villa Crespo den Stadtbezirk (Comuna) 15.

## Beschreibung
Villa Crespo wird überwiegend von der Mittelschicht bewohnt. Der nach dem Bürgermeister Antonio F. Crespo benannte Stadtteil, entwickelte sich rund um die Schuhfabrik Fábrica Nacional de Calzado, die 1888 eröffnet wurde. Am 11. April 1894 wurde die dortige Kirche San Bernardo eingeweiht, außerdem gab es dort mehrere „Conventillos“, darunter der berühmte Conventillo de la Paloma. Bei Conventillos handelt es sich um eine Art von kollektiven städtischen Wohnraum, in dem jedes Zimmer von einer Familie gemietet wird.
Villa Crespo galt als historisches jüdisches Viertel von Buenos Aires, in dem sich noch heute mehrere Synagogen befinden. Die Bevölkerung ist im Wesentlichen durchmischt wie im restlichen Buenos Aires.
Das wirtschaftliche Zentrum des Stadtteils befindet sich rund um die Kreuzung der Avenida Scalabrini Ortiz und Avenida Corrientes.
Zu den bekannten Persönlichkeiten des Stadtteils gehören der Tangopionier Osvaldo Pugliese, der Autor Leopoldo Marechal und der argentinische Lyriker und Cervantes-Preisträger Juan Gelman.
Der Fußballverein Club Atlético Atlanta ist in dem Viertel beheimatet. Der 2001 in einer argentinisch-niederländischen Koproduktion gedrehte Film Bolivia spielt zum Großteil in einem Café von Villa Crespo.